# جان جوزف کلنسی

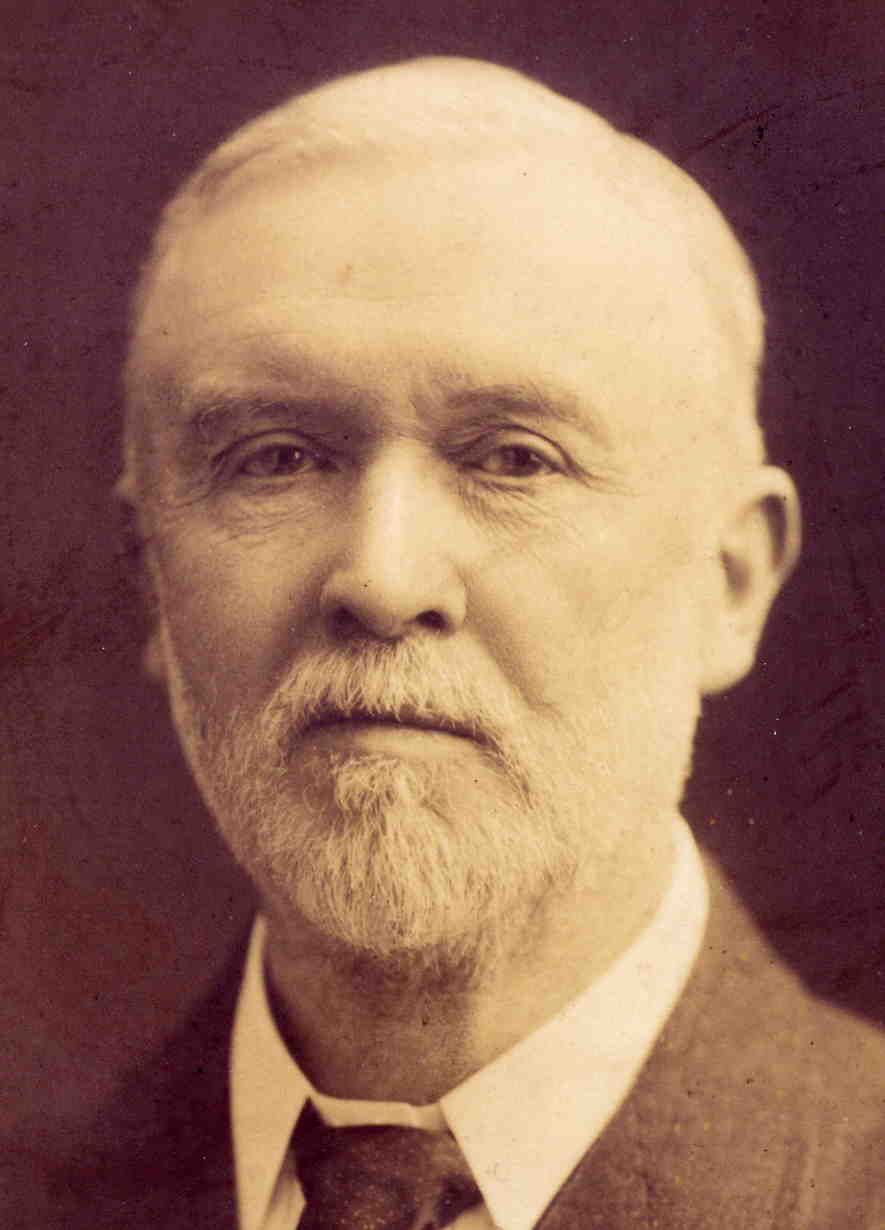
جی جی کلنسی در حدود سال ۱۹۱۸

جان جوزف کلنسی (۱۵ ژوئیه ۱۸۴۷–۲۵ نوامبر ۱۹۲۸)، به نام JJ Clancy شناخته می‌شد، او سیاستمدار ناسیونالیست ایرلندی و عضو پارلمان (مجلس نمایندگان) در مجلس عوام برای ایالت دانمارک از ۱۸۸۵ تا ۱۹۱۸ بود. او از رهبران جنبش قانون مجلس ایرلند و حامیان قانون اسکان طبقه کارگر ایرلند ۱۹۰۸، که به عنوان قانون کلنسی شناخته می‌شد، بود. او در سال ۱۸۸۷ به دادگاه ایرلندی ملحق شد و در سال ۱۹۰۶ مشاور ارشد شد.

## زندگی‌نامه
جان در سال ۱۸۴۷ در اوج قحطی ایرلند بزرگ در منطقه Annaghdown در شهرستان گالوی متولد شد. پدرش ویلیام کلنسی Carraghy, JJ کشاورز بود. او در دانشکده باروری پاکساز، آثلونه و در کالج تازه تأسیس و غیر فرقه ای کوئین در Galway تحصیل کرده بود، و همچنین در سال ۱۸۶۸ مدرک کارشناسی ارشد کلاسیک باستان را کسب کرد. او در هر دو مؤسسه هم دورهٔ TP O'Connor بود که بعدها در مجلس هم قطار شدند.
کلنسی سه سال به عنوان یک معلم کلاسیک در دانشکده Holy Crossدر ترالی مشغول به تدریس بود، وی سال ۱۸۶۸ با مارگارت لوئیس هیکی (d.1912) از نیوکاسل غربی ازدواج کرد. او از یک خانواده شدیداً ناسیونالیست بود و یکی از برادرزاده‌هایش انقلابیون ایرلندی و نویسندهٔ پیاراس بیاسلی (۱۸۸۱–۱۹۶۵) بود که روابط نزدیک با خانواده کلنسی داشت.

## زندگی سیاسی اولیه
در سال ۱۸۷۰، جی. جی کلنسی جایگاه دستیار سردبیر هفته‌نامه برجسته ملی‌گرا The Nation را به عنوان سردبیر بین سال‌های ۱۸۸۰ تا ۱۸۸۵ به عهده گرفت. در طی این مدت او در اتحادیه اراضی، اتحادیه قانون خانه، انجمن جوان ایرلند و اتحادیه کارگری و صنعتی ایرلند فعال بود و در سال ۱۸۸۲ به کمیته برگزاری اتحادیه ملی ایرلند برگزیده شد. او پس از شکست ملی در انتخابات سال ۱۸۸۳، یک کمپین برای ثبت نام رای‌دهندگان بزرگ در دوبلین سازماندهی کرد و به عنوان نماینده مجلس نمایندگان در انتخابات عمومی در دسامبر ۱۸۸۵ برگزیده شد.
کلنسی به عنوان سردبیر آژانس مطبوعاتی ایرلند در لندن توسط حزب ایرلند در سال ۱۸۸۶ منصوب شد و هدف آن پیروزی در حمایت از قانون سرزمین ایرلند در بریتانیا بود. در این نقش او چندین رساله نوشت، بسیاری از این رساله‌ها به رژیم خشونت طلب معرفی شده توسط آرتور بالفور به عنوان وزیر امور خارجه ایرلند که پس از بازگشت حزب محافظه کار در سال ۱۸۸۶ به قدرت رسیده بودند، حمله کرده بودند.
کلنسی مدت‌ها بوده است حامی قوی رهبر ایرلندی چارلز استوارت پارنل بوده است. هنگامی که اکثریت حزب پارلمان ایرلند در نوامبر ۱۸۹۰ علیه پارنل علیه آنچه که تقاضای رهبر لیبرال، گلدستون بود، علیه پارنل علیه پارنل علیه پارنل علیه پارلن دست به گریبان بود، کلنسی به سرعت در حال ظهور به عنوان یکی از کلیدیترین پروانه‌ها بود مدافعان در روز سوم گفتگوهای طولانی مدت حزب ایرلند در مورد رهبری فرنل در کمیته اتاق ۱۵ مجلس عوام، کلنسی اصلاحاتی را پیشنهاد کرد که با دنبال کردن دیدگاه‌های بیشتر از گلدستون و دیگر رهبران حزب لیبرال بریتانیا، به دنبال مصالحه بود. اگرچه این حرکت سه روز طول کشید، اما در نهایت ناکام ماند. کلنسی در میان اقلیت بود که هنگامی که حزب در ۶ دسامبر ۱۸۹۰ به پارللیت لیلهٔ ملی ایرلند (INL) و فدراسیون ملی ایرلند ضد پارنلیت (INF) تقسیم شد، با پارنل ماند. او بعدها عضو هیئت تحریریه ایرلند روزانه مستقل شد، که برای حمایت از پرونلیت تأسیس شد.